# Bến Clarke
Bến Clarke là một bến sông lịch sử ở Singapore, tọa lạc trong Khu quy hoạch sông Singapore. Bến sông này nằm về phía thượng nguồn nếu tính từ khu vực cửa sông Singapore và Bến Tàu.

## Lịch sử

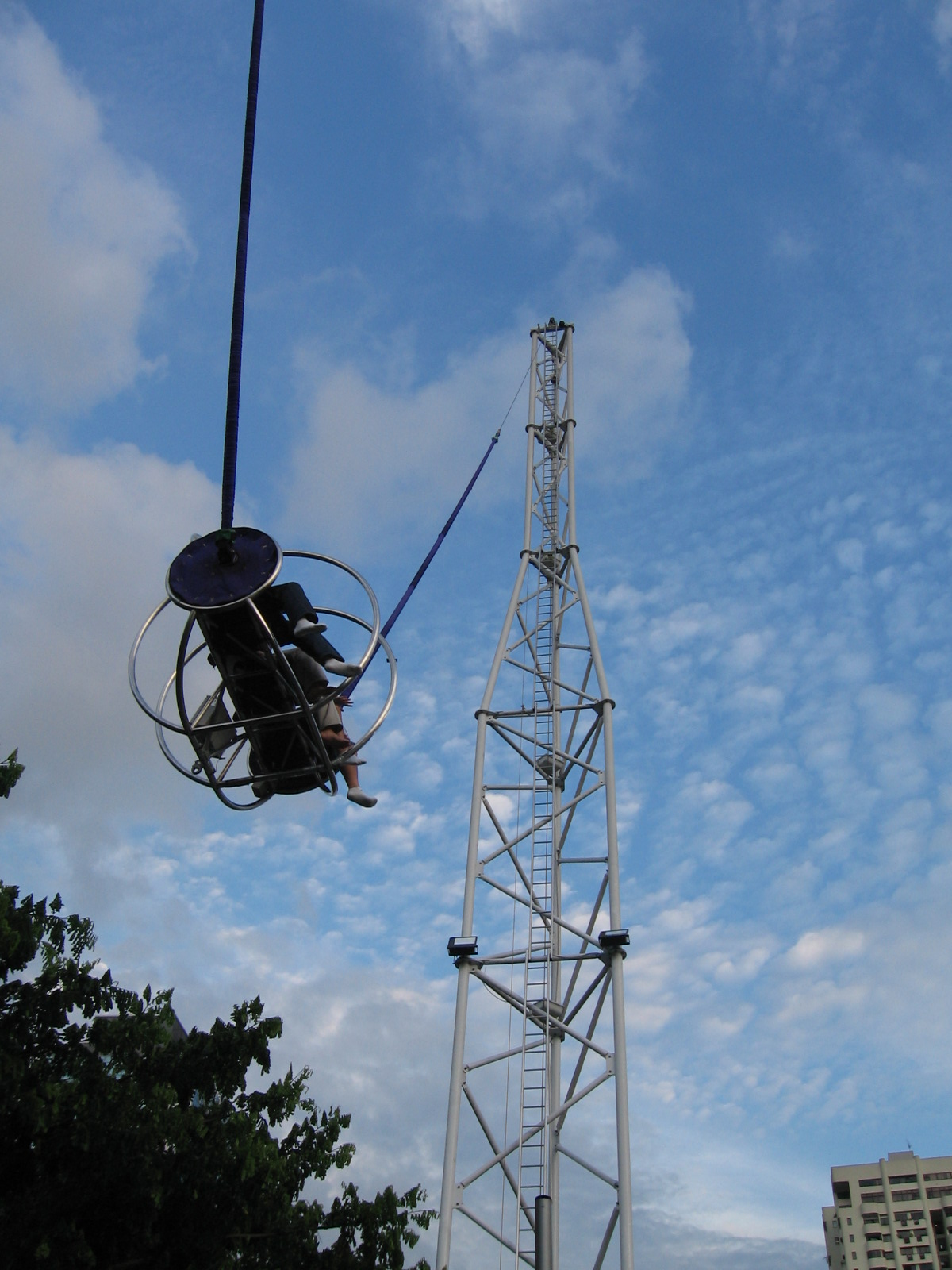
bungee ngược leftG-MAX

## Ngày nay

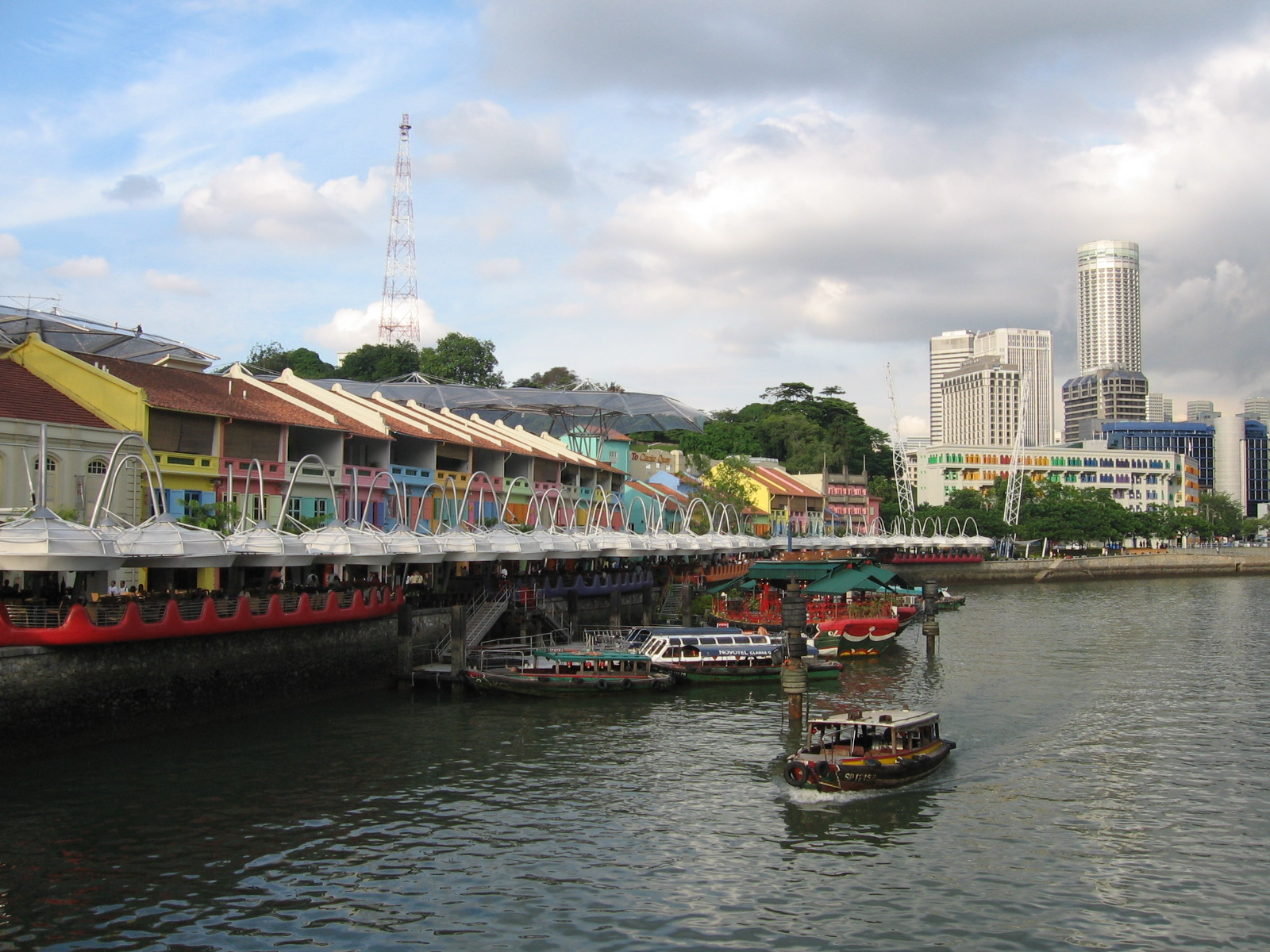
Bến Clarke ngày nay

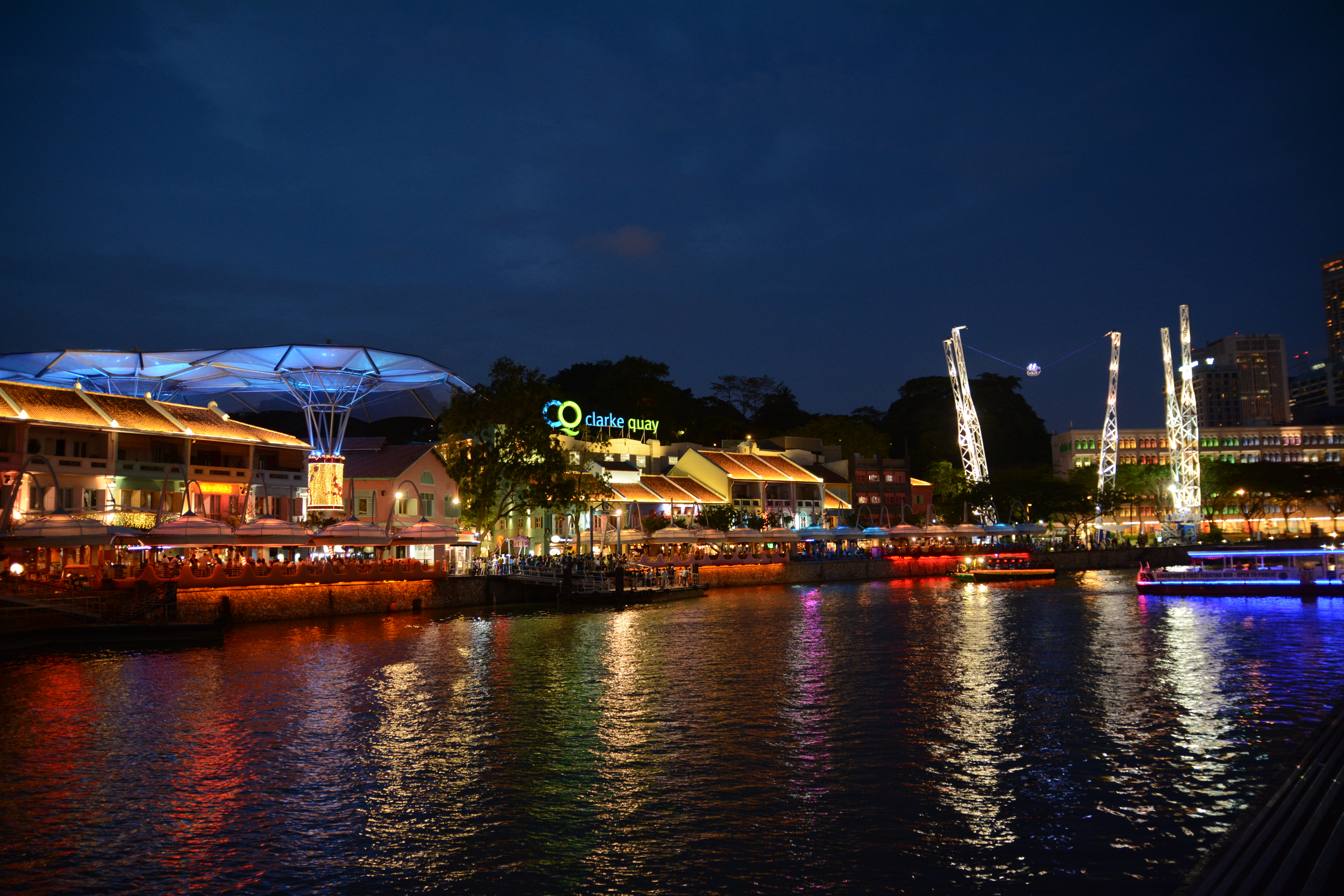
Bến Clarke về đêm